# Такахасі Мікако
Мікако Такахасі  (яп. 高橋美佳子 Такахаші Мікако) — японська сейю та співачка. Вона народилася 29 травня 1980 року в Токіо. Працює на аґентство I'm Enterprise.

## Відомі ролі
- Aria the Scarlet Ammo — Шіраюкі Хотоґі
- Burst Angel — Амі
- Erementar Gerad — Ревері Мезерленс
- Excel Saga — Мікако Хіатт
- Full Metal Panic! — Томомі Ісомура
- Grenadier — The Senshi of Smiles — Тендо Русюна
- Hand Maid May — Касумі Тані
- Honey and Clover — Аюмі Ямада
- Magical Girl Lyrical Nanoha — Хроно Хараоун
- Peacemaker Kurogane — Сайзо та Сая
- Prison School — Йокояма Міцуко
- The Prince of Tennis — Сак'юно
- Ельфійська пісня — Санбан
- Zero no Tsukaima — Монморансі
- Simoun — Родореамон
- Sisters of Wellber — Сіор Ріта
- The Legend of the Legendary Heroes — Ноа Ен